# 대런 섄

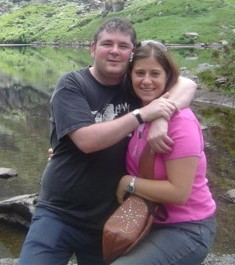

대런 오쇼너시(Darren O'Shaughnessy, 1972년 7월 2일 ~ )는 대런 섄(Darren Shan)이라는 이름으로 잘 알려진 아일랜드의 작가이다. 시리즈 《대런 섄》으로 잘 알려져 있다.